# Warung

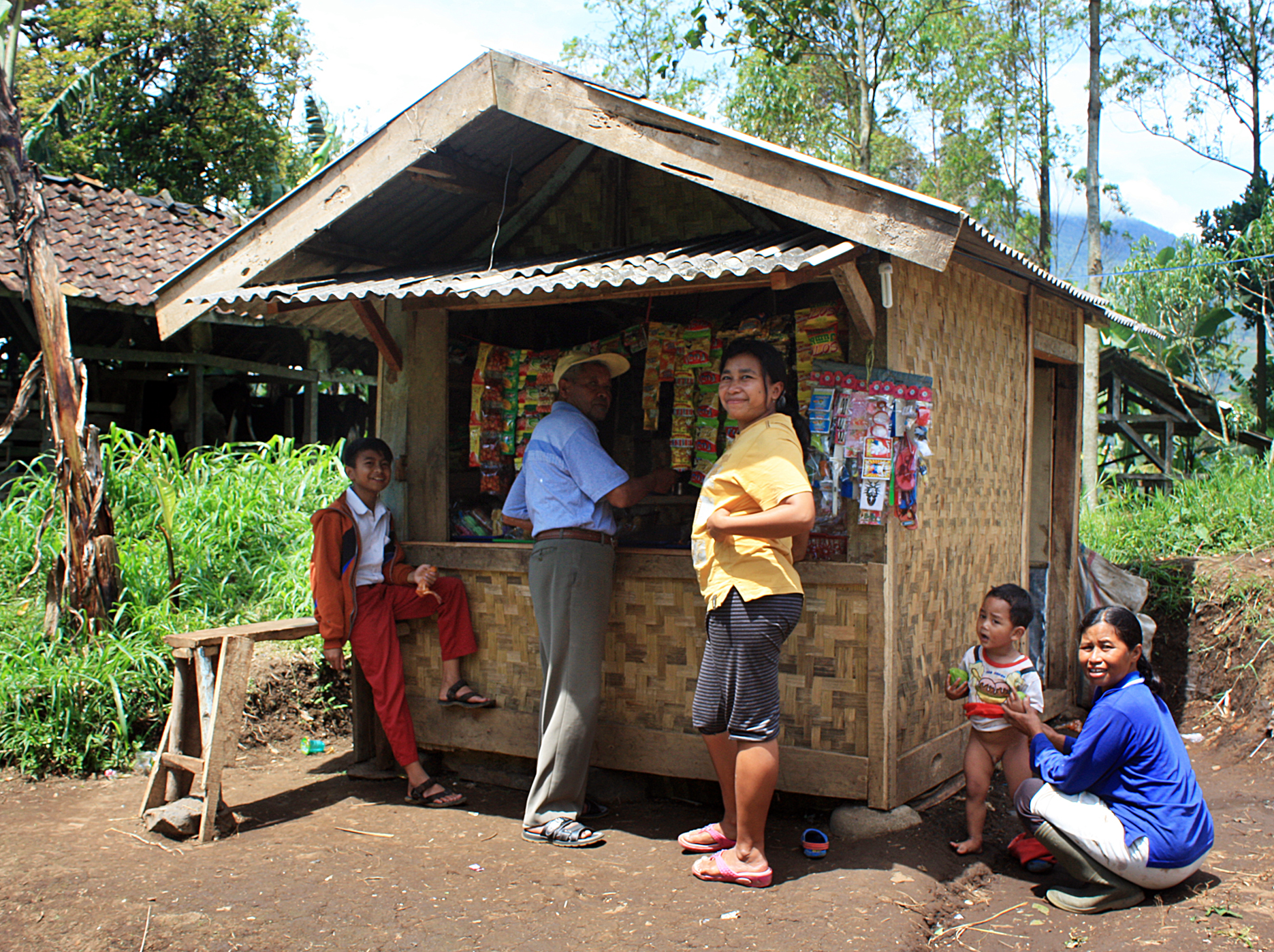
Warung in Garut

Een warung of warong  is een kleine winkel, meestal een restaurant of café in Indonesië, Maleisië of van Javanen in de diaspora, bijvoorbeeld in Suriname. Een warung is een belangrijk onderdeel van het dagelijkse leven in Indonesië. Vandaag de dag is de betekenis van de term warung iets veranderd. Vooral in Nederland is een warung meestal een Indonesisch of Surinaams/Surinaams-Javaans restaurant.

## Soorten warungs
Er zijn veel verschillende soorten warungs, zoals winkeltjes voor koude dranken of snoep, sigaretten of snacks en andere voor dagelijkse boodschappen. Sommige zijn iets groter. Bij sommige kan men ook eten. Een warung verkoopt meestal lokaal voedsel, zoals pisang goreng, nasi goreng of bami goreng.
Op Bali en Lombok is een warung soms een toeristisch stalletje, waar men lokaal voedsel kan eten, of voedsel uit de Aziatische of Westerse keuken, bijvoorbeeld soepen, biefstuk, friet, sandwiches of gegrilde vis.
Soorten warungs zijn:
Warung rokokwinkeltje van hout, bamboe of blik, meestal niet groter dan 2 m². Men verkoopt er rokok (sigaretten en andere rookwaren), koude dranken, snacks en snoep, kroepoek, zeep, tandpasta en andere dagelijkse benodigdheden. Het is de meest voorkomende soort warung, meestal te vinden in straatjes of op stoepen.
Warung kopi of warkopklein café of coffeeshop. Men verkoopt er koffie en thee, geroosterde pinda's rempeyek, kroepoek, pisang goreng en brood.
Warung nasinederig klein restaurant dat vooral nasi (rijst) en andere kleine Indonesische gerechten verkoopt. Meestal staan er geen tafels en stoelen maar een lange bar waar aan men kan staan.
Warung Tegal of wartegmeer specifieke warung nasi, opgericht door Javanen uit de stad Tegal op Java. Er wordt vooral Javaans eten verkocht dat veelal van tevoren is bereid en achter glas in vitrines ligt; populair onder arbeiders in de grote steden.
Warung padangklein restaurant waar vooral eten uit de stad Padang (Sumatra) wordt verkocht; meestal met een bar en krukken in plaats van tafels en stoelen. Grotere Padang-restaurants staan ook bekend als rumah makan padang.
Warung jamuwinkeltje waar vooral jamu worden verkocht, een soort traditionele medicinale kruiden.
Warung internet of warnetinternetcafé.
Warung telepon of warteleen bemande telefooncel.